# Ni Hua
Ni Hua, chiń. 倪華 (ur. 31 maja 1983 w Szanghaju) – chiński szachista, arcymistrz od 2003 roku.

## Kariera szachowa
Wielokrotnie reprezentował swój kraj na mistrzostwach świata juniorów we wszystkich grupach wiekowych, największy sukces osiągają w 1999 w Oropesa del Mar, gdzie zdobył brązowy medal w kategorii do 16 lat. W 2000 zwyciężył (wraz z Wangiem Rui) w otwartym turnieju w Tapolcy (z rzadko spotykanym wynikiem 8½ pkt w 9 partiach), podzielił I miejsce (wraz z Tiborem Fogarasim) w Budapeszcie (turniej First Saturday FS02 GM) oraz zajął II miejsce (za Zhang Pengxiangiem) w Gyuli. Kolejny sukces odniósł w 2003, zwyciężając (wraz z Bu Xiangzhi) w turnieju strefowym w Yongchuan i zdobywając awans do rozegranego w następnym roku w Trypolisie pucharowego turnieju o mistrzostwo świata. W turnieju tym pokonał w I rundzie Jewgienija Władimirowa, ale w drugiej uległ Ye Jiangchuanowi i odpadł z dalszej rywalizacji. Również w 2004 zajął II miejsce (za Nigelem Shortem) w silnie obsadzonym turnieju Sanjin Hotel Cup w Taiyuan, zwyciężył w Kuala Lumpur oraz podzielił I lokatę (wraz z Abhijitem Kunte, Aleksiejem Aleksandrowem, Olegiem Romaniszynem, Ehsanem Ghaem Maghamim i Suryą Shekharem Ganguly) w Kalkucie. W 2005 wystąpił w Pucharze Świata (przegrywając w I rundzie z Vasiliosem Kotroniasem), natomiast w 2006 zdobył w Wuxi tytuł indywidualnego mistrza Chin, jak również srebrny medal akademickich mistrzostw świata (w Lagos). W 2007 podzielił II miejsce (za Jewgienijem Aleksijewem, wspólnie z Jewgienijem Tomaszewskim, Wang Yue i Dmitrijem Jakowienko) w turnieju Aerofłot Open w Moskwie oraz zwyciężył (wraz z Wang Yue i Zhang Zhongiem) w Subic Bay na Filipinach. Na przełomie 2008 i 2009 zwyciężył w tradycyjnym turnieju w Reggio Emilia. W 2010 zdobył w Subic Bay tytuł mistrza Azji, natomiast w 2011 zwyciężył w otartym turnieju w Biel. W 2014 zdobył w Szardży brązowy medal indywidualnych mistrzostw Azji, natomiast w 2015 zwyciężył w turnieju Australian Open w Castle Hill.
Wielokrotnie reprezentował Chiny w turniejach drużynowych, m.in.:
- pięciokrotnie na olimpiadach szachowych (w latach 2000, 2002, 2006, 2008, 2014); trzykrotny medalista: wspólnie z drużyną – złoty (2014) i srebrny (2006) oraz indywidualnie – brązowy (2014 – na IV szachownicy)[8],
- na drużynowych mistrzostwach świata (w roku 2005); dwukrotny medalista: wspólnie z drużyną – srebrny (2005) oraz indywidualnie – brązowy (2005 – na III szachownicy)[9],
- na drużynowych mistrzostwach Azji (w roku 1999)[10],
- na igrzyskach azjatyckich (w roku 2010); medalista: wspólnie z drużyną – złoty (2010)[11],
- dwukrotnie na halowych igrzyskach azjatyckich (w latach 2007, 2009); dwukrotny medalista: wspólnie z drużyną – dwukrotnie złoty (2007, 2009)[12],
- na olimpiadzie szachowej juniorów do 16 lat (w roku 1999); medalista: wspólnie z drużyną – brązowy (1999)[13].

Najwyższy ranking w dotychczasowej karierze osiągnął 1 kwietnia 2009, z wynikiem 2724 punktów zajmował wówczas 21. miejsce na światowej liście FIDE, jednocześnie zajmując 2. miejsce (za Wang Yue) wśród chińskich szachistów.